# A0651

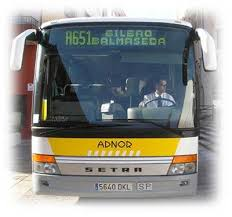
Antiguo autobús de ADNOD operando la linea A0651

La línea A0651 de Bizkaibus es una línea de autobús interurbano de la provincia de Vizcaya (España), cuyo recorrido transcurre desde la capital hasta Valmaseda. Durante el recorrido la línea pasa por pueblos como el de Güeñes o Zalla.

## Características
La línea A0651 es una de las líneas que conecta Las Encartaciones con Gran Bilbao siendo la línea más usada para viajar entre las dos comarcas. La línea cuenta con dos rutas no principales, la primera teniendo salida y llegada en el Instituto de Educación Secundaria de Valmaseda, y la segunda un servicio entre Sopuerta y Valmaseda, en días de alta demanda. Además, en días laborables, es posible ver más de un autobús haciendo servicio de refuerzo.
Los días laborables, hay un servicio a las 6:30 desde la parada Lusa (Zalla).
De lunes a viernes lectivo los servicios de vuelta de las 14:35 y 15:35 pararan en el IES Valmaseda.

## Recorrido
Parte desde la Estación Intermodal de Bilbao hacia la BI-636, dejando atrás pueblos como Alonsótegui o Arbuyo. La primera parada la realiza en la entrada de Sodupe, la línea continua por la BI-3651, conectando con la Estación de Sodupe. La línea transcurre paralela al Ferrocarril de La Robla teniendo conexión con las estaciones de Artxube y Lambarri. Al llegar a Güeñes, el autobús deja la BI-3651 para dirigirse hacia la Iglesia de Santa María (Güeñes) para después seguir en dirección Valmaseda. Se realizan varias paradas en Aranguren y Zalla dejando el pueblo por la BI-636, a orillas del Río Cadagua. Al llegar a Valmaseda, la línea realiza la primera parada en el instituto, para posteriormente entrar por el sur del municipio, justo en la frontera con Burgos, para acabar en el Campo de las monjas. En cuanto al trayecto de vuelta, el autobús recorre las mismas paradas que en la ida, sin tener ninguna diferencia recalcable.
| Dirección: Valmaseda        | Dirección: Valmaseda                                                                      | Dirección: Valmaseda                                                     | Dirección: Valmaseda                                                   |
| Parada                      | Conexiones Bizkaibus                                                                      | Conexiones FEVE                                                          | Otros                                                                  |
| --------------------------- | ----------------------------------------------------------------------------------------- | ------------------------------------------------------------------------ | ---------------------------------------------------------------------- |
| Bilbao Intermodal           | A3212 A3247 A3341 A3342 A3343 A3512 A3513 A3523 A3915 A3916 A3923 A3926 A3927 A3930 A3933 | ---                                                                      | Metro, Tren, Tranvía y líneas de autobus nacionales e internacionales. |
| Iorgi                       | A0654 A3341 A3342 A3343                                                                   | ---                                                                      | ---                                                                    |
| Sodupe (Estación)           | A0654                                                                                     | Línea C-4 (Cercanías Bilbao) R-3f (Santander-Bilbao), R-4f (León-Bilbao) | ---                                                                    |
| Zeribai                     | A0654                                                                                     | ---                                                                      | ---                                                                    |
| Artxube                     | A0654                                                                                     | Línea C-4 (Cercanías Bilbao)                                             | ---                                                                    |
| Lambarri                    | A0654                                                                                     | Línea C-4 (Cercanías Bilbao)                                             | ---                                                                    |
| Lasier                      | A0654                                                                                     | ---                                                                      | ---                                                                    |
| Ayuntamiento                | A0654                                                                                     | ---                                                                      | ---                                                                    |
| Euskadi Plaza               | A0654                                                                                     | ---                                                                      | ---                                                                    |
| Arangoiti (Güeñes)          | A0654                                                                                     | ---                                                                      | ---                                                                    |
| Arangoiti (Zalla)           | A0654                                                                                     | ---                                                                      | ---                                                                    |
| Aranguren                   | A0654                                                                                     | Línea C-4 (Cercanías Bilbao), R-4f (León-Bilbao)                         | ---                                                                    |
| Lusa                        | A0652                                                                                     | ---                                                                      | ---                                                                    |
| Mimétiz (Ayuntamiento)      | A3334                                                                                     | ---                                                                      | ---                                                                    |
| San Pedro Zarikete (Ermita) | A3334                                                                                     | ---                                                                      | ---                                                                    |
| Ibarra (La madalena)        | A3334                                                                                     | Línea C-4 (Cercanías Bilbao)                                             | ---                                                                    |
| Las Pedrajas                | A3334                                                                                     | ---                                                                      | ---                                                                    |
| La Herrera - Ijalde         | A3334                                                                                     | Línea C-4 (Cercanías Bilbao)                                             | ---                                                                    |
| Institutua/Instituto        | A0652 A0654 A3334                                                                         | ---                                                                      | ---                                                                    |
| La Penilla                  | A0654 A3334                                                                               | ---                                                                      | ---                                                                    |
| Avda. Encartaciones         | A0652 A0654 A3334                                                                         | ---                                                                      | ---                                                                    |
| Campo de las Monjas         | A0652 A0654 A3334                                                                         | ---                                                                      | ---                                                                    |

| Dirección: Bilbao           | Dirección: Bilbao                                                                         | Dirección: Bilbao                                                        | Dirección: Bilbao |
| Parada                      | Conexiones Bizkaibus                                                                      | Conexiones FEVE                                                          | Otros             |
| --------------------------- | ----------------------------------------------------------------------------------------- | ------------------------------------------------------------------------ | ----------------- |
| Campo de las Monjas         | A0652 A0654 A3334                                                                         | ---                                                                      | ---               |
| Avenida Encartaciones       | A0652 A0654 A3334                                                                         | ---                                                                      | ---               |
| La Penilla                  | A0654 A3334                                                                               | ---                                                                      | ---               |
| La Herrera - Ijalde         | A3334                                                                                     | Línea C-4 (Cercanías Bilbao)                                             | ---               |
| Las Pedrajas                | A3334                                                                                     | ---                                                                      | ---               |
| Ibarra (La Madalena)        | A3334                                                                                     | Línea C-4 (Cercanías Bilbao)                                             | ---               |
| San Pedro Zarikete (Ermita) | A3334                                                                                     | ---                                                                      | ---               |
| Mimétiz (Ayuntamiento)      | A3334                                                                                     | ---                                                                      | ---               |
| Lusa                        | A0652 A0654                                                                               | ---                                                                      | ---               |
| Aranguren                   | A0654                                                                                     | Línea C-4 (Cercanías Bilbao), R-4f (León-Bilbao)                         | ---               |
| Arangoiti (Zalla)           | A0654                                                                                     | ---                                                                      | ---               |
| Arangoiti (Güeñes)          | A0654                                                                                     | ---                                                                      | ---               |
| Euskadi Plaza               | A0654                                                                                     | ---                                                                      | ---               |
| Ayuntamiento                | A0654                                                                                     | ---                                                                      | ---               |
| Lasier                      | A0654                                                                                     | ---                                                                      | ---               |
| Lambarri                    | A0654                                                                                     | Línea C-4 (Cercanías Bilbao)                                             | ---               |
| Artxube                     | A0654                                                                                     | Línea C-4 (Cercanías Bilbao)                                             | ---               |
| Zeribai                     | A0654                                                                                     | ---                                                                      | ---               |
| Sodupe (Estación)           | A0654                                                                                     | Línea C-4 (Cercanías Bilbao) R-3f (Santander-Bilbao), R-4f (León-Bilbao) | ---               |
| Iorgi                       | A0654 A3341 A3342 A3343                                                                   |                                                                          | ---               |
| Bilbao Intermodal           | A3212 A3247 A3341 A3342 A3343 A3512 A3513 A3523 A3915 A3916 A3923 A3926 A3927 A3930 A3933 | Metro, Tren, Tranvía y líneas de autobus nacionales e internacionales.   |                   |